# Antonio Mezzanotte
Antonio Mezzanotte (Perugia, 15 maggio 1786 – Perugia, 10 settembre 1857) è stato un letterato e scrittore italiano.

## Biografia
Antonio Mezzanotte, professore di lettere greche presso l'Università degli Studi di Perugia, viene ricordato per essere stato un amico del poeta Vincenzo Monti famoso traduttore dell'Iliade omerica ed esponente del Neoclassicismo, e per la sua decisa avversione verso la poesia romantica. Fra i suoi scritti si ricordano vari sermoni, versi di contenuto religioso, una Cantica sopra il giudizio finale di Michelangelo (1824). Da rilevare il poemetto intitolato La Eliofila, ispirato ad un fatto di cronaca del tempo (1842). Pure sono di grande valore le sue traduzioni di autori antichi, come Pindaro.